# Amy Weber
Amy Marie Weber (2 de julio de 1970) es una actriz estadounidense, modelo, productora de televisión, antigua Diva de la WWE y cantante. Es conocida principalmente como Diva en la World Wrestling Entertainment, en su marca SmackDown!.

## Televisión, teatro y películas

### Televisión
Weber ha hecho roles de varias series, como: CSI: Las Vegas, Salvados por la campana, Melrose place, Pacific Blue, The Young and the Restless o Los vigilantes de la playa. Apareció en un videoclip de la canción country de Toby Keith, Whiskey Girl.

### Películas
Ha realizado roles en películas, como Transmorphers, Kolobos, The Bet, o Starforce.
Fue productora asociada de la película The Pumpkin Karver, en la cual también ha protagonizado.

### Teatro
Ha realizado papeles en Reservation for Two, Grease, 110 in the Shade, Apocalyptic Butterflies y Who's Afraid of Virginia Woolf?

## Wrestling

### World Wrestling Entertainment

#### SmackDown!
Concursó en WWE Diva Search de 2004, y se convirtió en una luchadora profesional en la marca SmackDown!. Estuvo en The Brand, la empresa de JBL. Durante este tiempo, creó un feudo contra Joy Giovanni. Weber ganó a Giovanni, pues Giovanni no se presentó (Fue secuestrada por JBL). Poco después, dimitió de la WWE, pues no estaba feliz con el pago. Su ausencia se explicó diciendo que JBL la había despedido, pues le había disparado accidentalmente un dardo tranquilizante mientras jugaba con un dinosaurio inflable. El dardo estaba previsto para Big Show en su pelea de No Way Out en 2005.

## Información personal
Actualmente está casada, y ha tenido gemelos en 2009.